# Godowo
Godowo (niem. Freiheide) – wieś w Polsce, położona w województwie zachodniopomorskim, w powiecie goleniowskim, w gminie Maszewo.
W latach 1975–1998 miejscowość administracyjnie należała do województwa szczecińskiego.

## Zabytki
- neoromański kościół z trójbocznie zamkniętym prezbiterium i wieżą częściowo wbudowaną w korpus (kamienne elewacje budowli ożywia układ okien). Wystrój obiektu pochodzi z XIX wieku i jest uzupełniony barokowymi ławkami i amboną,
- ryglowe domy z XIX wieku[4].